# Amalga
Amalga – miasto w Stanach Zjednoczonych, w stanie Utah, w hrabstwie Cache.